# De Düva: The Dove
De Düva: The Dove ist eine US-amerikanische Kurzfilmparodie von George Coe und Anthony Lover aus dem Jahr 1968.

## Handlung
Professor Viktor Sundqvist ist auf dem Weg zu einem Seminar, als er seinen Chauffeur um einen Umweg bittet, nachdem eine Taube deutlich die Wagenscheibe markiert hat. Der Professor beginnt, über sein Leben zu sinnieren, das bereits 67 Jahre andauert und ihm neben dem Friedensnobelpreis in Nuklearphysik auch einen Leistenbruch einbrachte. Beim Haus, das mit vielen Erinnerungen verbunden ist, hält der Wagen, und der Professor zieht sich eilig in das nebenstehende Klohäuschen zurück. Als er bereits die Hosen heruntergelassen hat, findet er eine Taubenfigur, die ihn in die Vergangenheit zurückträgt.
Damals war er jünger und verbrachte viel Zeit mit seiner Schwester Inga, die er ganz unbrüderlich zu küssen versteht und die wiederum von ihrer Cousine Sigfrid begehrt wird. Inga erzählt Viktor von ihrem Traum, in dem ihr kalt wurde und sie Taubheitsgefühle verspürte. Das Gespräch wird von einer Taube unterbrochen, die gurrt und Viktor kurz darauf mit einem Kotklecks trifft. Inga eilt durch den Wald davon und Viktor folgt ihr. Beide treffen schließlich auf den Tod, der zugibt, Inga schon eine Weile zu verfolgen. Viktor, der weiß, dass der Tod gerne spielt, fordert ihn zu einem Federball-Zweikampf auf. Der Tod stimmt zu und tritt gegen Inga an. Es geht nur um einen Punkt: Inga gewinnt, weil im entscheidenden Moment die Taube den Tod irritiert und seinen Umhang mit Kot beschmutzt. Inga und Viktor gehen erfreut nacktbaden, während der Tod die Taube umbringt und sich über seinen verschmutzten Umhang ärgert, der gerade erst in der Reinigung gewesen ist.
Professor Viktor Sundqvist beendet seine Erinnerung an die Vergangenheit. Er verlässt das Toilettenhäuschen und gibt zu, sich jetzt besser zu fühlen.

## Produktion
De Düva ist eine Parodie auf Werke Ingmar Bergmans, so werden die Filme Wilde Erdbeeren (Fahrt des Professors) und Das siebente Siegel (Spiel mit dem Tod) zitiert. Die Darsteller sprechen dabei Englisch mit einem falschen pseudoschwedischen Akzent und jiddischen Anklängen, wobei die Dialoge englisch untertitelt werden. Auch dies geschieht teilweise parodistisch, so wird selbst das Muhen einer Kuh als „Moo“ untertitelt. De Düva ist eine pseudoschwedische Variation des englischen Titels The Dove, der zu Beginn klein eingeblendet wird. Die Schlusstitel lauten „Endsk“.
Der Film war das Leinwanddebüt von Schauspielerin Madeline Kahn. Er lief unter anderem im Oktober 1968 auf dem Chicago International Film Festival.

## Auszeichnungen
De Düva wurde 1968 auf dem Chicago International Film Festival für einen Gold Hugo als Bester Kurzfilm nominiert. Im Jahr 1969 erhielt der Film eine Oscar-Nominierung in der Kategorie Bester Kurzfilm.